# Der bittere Trank
Der bittere Trank, auch Bittere Arznei, ist ein um 1636–1638 entstandenes Gemälde des flämischen Malers Adriaen Brouwer. Das in Öl auf Eichenholz gemalte Bild ist 47,4 cm hoch und zwischen 35,2 cm und 35,5 cm breit. Dargestellt ist ein junger Bauer, der nach dem Konsum einer Flüssigkeit sein Gesicht zu einer Grimasse verzieht. Eigentliches Bildthema ist die Darstellung des Geschmacks als einer der fünf Sinne des Menschen. Das Gemälde gehört seit 1872 zur Sammlung des Städelschen Kunstinstituts in Frankfurt am Main.

## Bildbeschreibung
Das Gemälde zeigt vor graubraunem Hintergrund das Brustbild einen jungen Bauern. Sein zum rechten Bildrand gedrehter Kopf erscheint als Dreiviertelansicht, der Körper wird vom linken und unteren Bildrand beschnitten. Er trägt eine graubraune Jacke, die an einigen Stellen verdreckt oder verschlissen erscheint. Im oberen Bereich wird sie von drei Knöpfen zusammengehalten. Unter der Jacke schaut an Kragen, Ärmel und Bauch ein weißes Hemd hervor, das bereits „gräulich verschmutzt“ ist. Auf dem Kopf trägt er eine dunkelbraune Kappe, unter der sein schwarzes Haar zottelig herabfällt und die Ohren bedeckt. Im Gesicht ist um den Mund herum und an der Seite ein kurzer Bartwuchs erkennbar. Die Kunsthistorikerin Agnes Tieze beschreibt die Erscheinung des jungen Bauern insgesamt als „ungepflegt“.
Vor der Brust hält der junge Mann in der rechten Hand eine Glasflasche, die Finger der linken Hand umfassen eine Trinkschale aus Keramik. Solche Trinkschalen wurden üblicherweise für Medizin verwandt, sodass ein Arzneimittel als Flascheninhalt wahrscheinlich ist. Der Gesichtsausdruck des Mannes, mit den zusammengekniffenen Augen und dem weit geöffneten Mund, zeugt davon, dass er gerade von der Arznei getrunken hat. Möglicherweise holt er gerade tief Luft oder schreit seinen Unmut heraus. Für Agnes Tieze zeigt sich im Gesicht „sinnliches Missbehagen“, der Berliner Museumsdirektor Wilhelm von Bode beschrieb den Gesichtsausdruck als „eine furchtbare Grimasse“. Bode bemängelte zudem: „Die Malweise ist für die Größe zu kleinlich, der Farbauftrag zu trocken.“ Diese Malweise wurde später als „lockerer Pinselstrich“ gerühmt, der geeignet ist, den Gesichtsausdruck hervorzuheben. Das Gemälde ist oben rechts bezeichnet mit „AB“.

## Der Geschmack als Bildthema
Adriaen Brouwer ist bekannt für seine Darstellung von Bauern- und Wirtshausszenen. Solche meist deftigen Genreszenen erfreuten sich zu Lebzeiten des Malers bei der städtischen Gesellschaft einer gewissen Beliebtheit. In Brouwers Repertoire finden sich Themen wie Rauchergesellschaften, Operationsszenen oder sich raufende Wirtshausbesucher. Hierbei zeigte er wiederholt Menschen mit derbem Gesichtsausdruck, etwa im Gemälde Junge schneidet eine Grimasse (National Gallery of Art, Washington, D.C.). Vorbild für die Darstellung eines Mannes mit weit geöffnetem Mund könnte das Bild Gähnender Mann von Pieter Bruegel dem Älteren gewesen sein. Brouwer hatte das Gemälde eventuell in der Sammlung von Peter Paul Rubens in Antwerpen gesehen oder kannte es von einem Stich nach dem Gemälde von Lucas Vorsterman. In beiden Bildern von Rubens und Brouwer sind nicht Genreszenen das eigentliche Thema, sondern die Darstellung eines einzigen Affektes. In Der bittere Trank schildert Brouwer die durch die eingenommene Medizin verursachte Reaktion im Gesicht des Mannes – der schlechte Geschmack wird durch den Gesichtsausdruck verdeutlicht.
Die sinnlichen Wahrnehmungen Sehen, Schmecken, Fühlen, Hören und Riechen wurden in der niederländischen Kunst wiederholt als Bildthema aufgegriffen. Im 16. Jahrhundert erschienen die fünf Sinne meist als grafische Bilderfolge, zu Beginn des 17. Jahrhunderts finden sich solche Bilderzyklen auch in der Malerei. Sinneswahrnehmungen mussten jedoch nicht zwingend als Bilderfolge umgesetzt werden; auch einzelne Sinne kommen als selbstständiges Motiv vor. In Der bittere Trank griff Brouwer den Geschmackssinn als Bildthema auf. Dieser wurde üblicherweise durch den Genuss von wohlschmeckenden Speisen geschildert, der schlechte Geschmack ist „ein ganz neues und eigenwilliges Bildthema“.

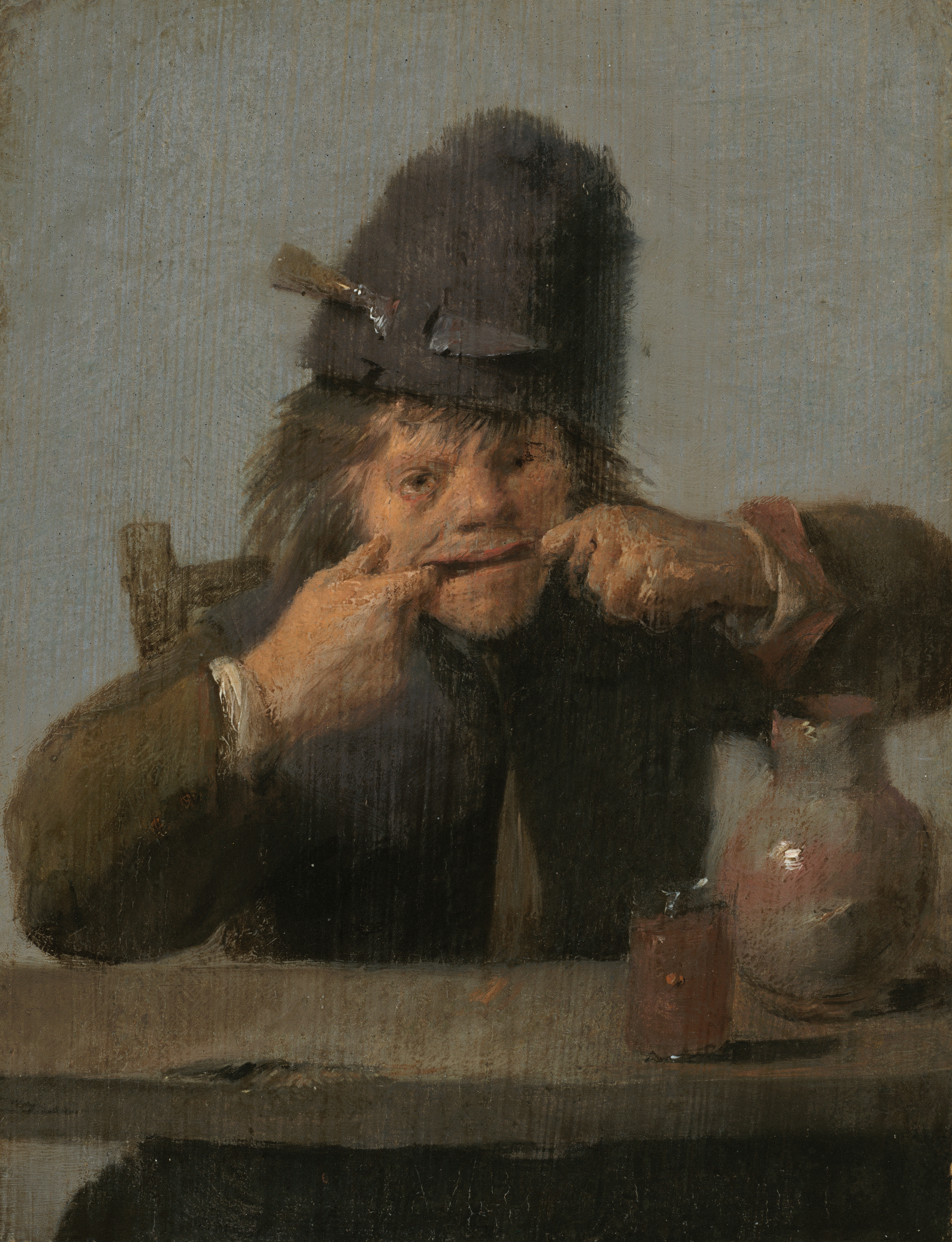
Adriaen Brouwer: Junge schneidet eine Grimasse um 1632–1635
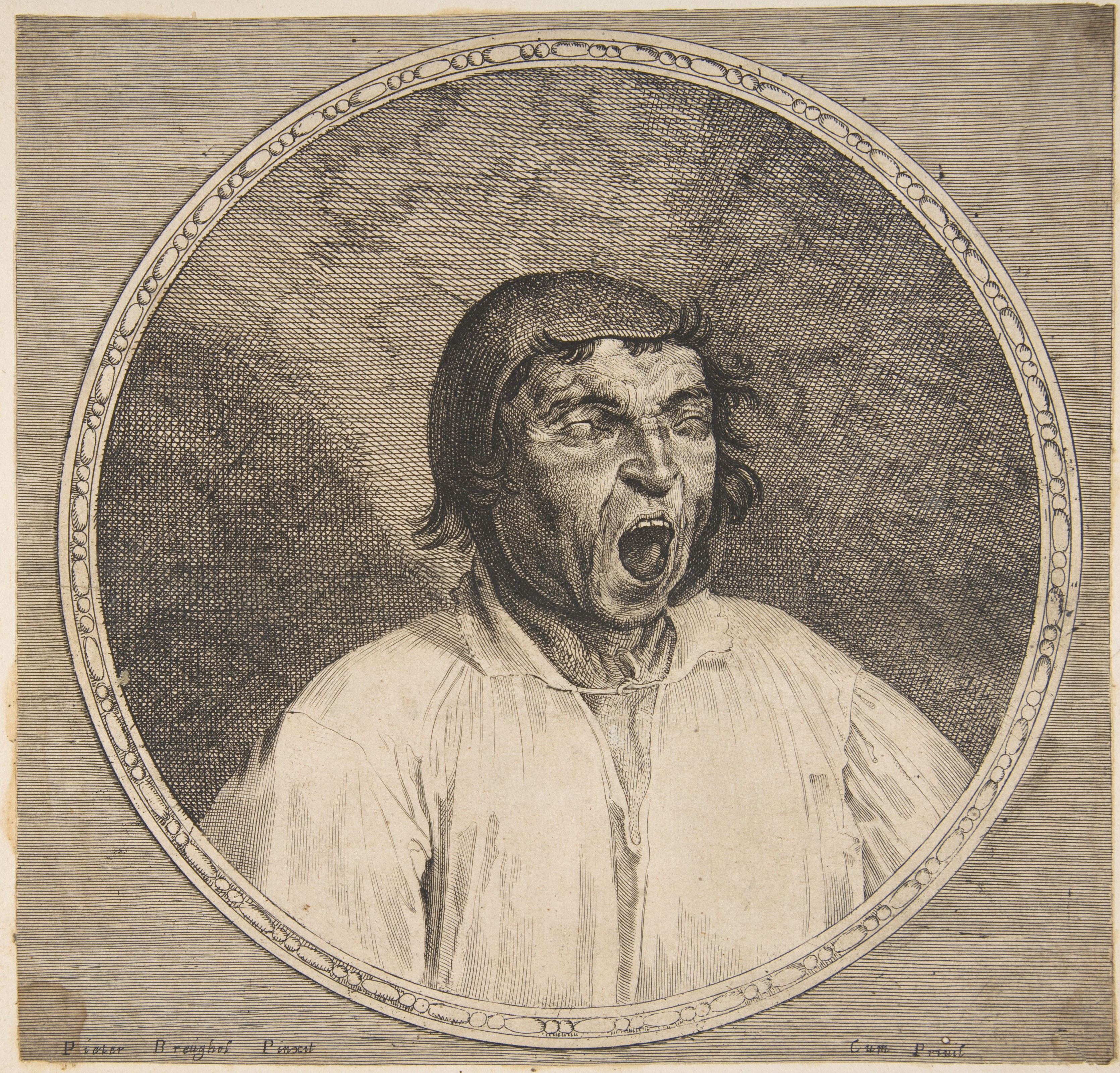
Pieter Breughel d. Ä.: Gähnender Mann Stich von Lucas Vorsterman

## Provenienz
Der früheste gesicherte Nachweis des Gemäldes Der bittere Trank geht auf das Jahr 1777 zurück, als es am 23. September mit der Sammlung Jacques Clemens beim Händler Gimblet & Frères in Gent zur Versteigerung kam. Das Bild blieb hierbei vermutlich unverkauft, da es am 21. Juni 1779 erneut bei Gimblet & Frères als Teil der Sammlung Jacques Clemens angeboten wurde. Danach gelangte das Gemälde auf den englischen Kunstmarkt: 1821 wurde es in London mit der Sammlung John Webb versteigert, 1831 war es Teil der Sammlung George James Cholmondeley, 1848 gehörte es zur Sammlung Edward William Lake und 1851 wurde es bei Christie’s mit der Sammlung William Theobald versteigert. 1872 bot der Londoner Kunsthändler Farrer das Gemälde an, von dem es der spätere Städel-Inspektor Georg Kohlbacher zunächst für den Frankfurter Kunstverein erwarb. Für 2000 Gulden gelangte das Bild schließlich am 11. April 1872 in die Sammlung des Städelschen Kunstinstituts.